# Pauxy Nunes
Pauxy Gentil Nunes (Alenquer, Pará, 27 de fevereiro de 1918 – Rio de Janeiro, Rio de Janeiro, 19 de julho[carece de fontes?] de 1980) foi um desportista e político brasileiro, que governou o Amapá entre 1958 a 1961, enquanto Território Federal.

## Biografia
Pauxy nasceu na cidade de Alenquer, no estado do Pará, em 1918, filho do comerciante Ascendino Nunes e Laury Nunes. Estudou o primário na cidade natal. O Ginásio (primeiro ciclo) e o curso de Humanidades (segundo ciclo) foram feitos em Belém, no Colégio Progresso Paraense. Foi para o Amapá após o convite de seu irmão Janary Nunes, que havia se tornado o primeiro governador do recém criado Território Federal. Depois de passar alguns meses atuando em Macapá, integrando a equipe de governo do irmão, seguiu para o Rio de Janeiro onde passou a trabalhar no Instituto dos Bancários. Formou-se como Contador em 1947, e ingressou na Representação do Governo do Amapá em Brasília. Teve participação fundamental para o desenvolvimento esportivo do Território.

## Carreira política
Seu irmão, deputado federal Coaracy Nunes, não disputando um novo mandato por ter sido indicado governador, faleceu devido um acidente aéreo em Macacoari em 1957. Em 18 de fevereiro de 1958, Pauxy assumiu o cargo de governador do Amapá, em seu lugar. Na sua gestão, pela primeira vez as ruas da capital amapaense ganharam asfalto,  mas foi o interior que mereceu maior atenção, com a criação de colônias agrícolas e núcleos coloniais, além de fazendas-modelo em Aporema e Tucunaré. Pauxy  também transferiu o Aeroporto de Macapá para uma área mais distante do centro urbano.
Porém seu governo é marcado pela intolerância política. Em razão de recusar qualquer influência na sua administração, o deputado federal Amílcar Pereira resolve lhe fazer oposição. Com a vitória do candidato Jânio Quadros, da UDN, nas eleições presidenciais de 3 de outubro de 1960, Pauxy, que lhe havia feito oposição, é exonerado do cargo. E ainda, como represália, é acusado de irregularidades e desmandos administrativos. É substituído pelo pernambucano Moura Cavalcanti.

## Obras
- Mosaicos e Realidades Amapaenses (1963)